# Savignac-Lédrier
Savignac-Lédrier är en kommun i departementet Dordogne i regionen Nouvelle-Aquitaine i sydvästra Frankrike. Kommunen ligger i kantonen Lanouaille som tillhör arrondissementet Nontron. År 2022 hade Savignac-Lédrier 715 invånare.

## Befolkningsutveckling
Antalet invånare i kommunen Savignac-Lédrier
Referens:INSEE